# دلبرم و باران
حبیبتی و المطر نام یکی از آلبوم‌های کاظم الساهر، خواننده، شاعر و آهنگساز عراقی است. این آلبوم که مشتمل بر ۹ آهنگ می‌باشد در سال ۱۹۹۹ میلادی و توسط شرکت عربستانی روتانا منتشر شد.

## آهنگ‌ها
- اکره‌ها - ۵:۴۵
- التحدیات - ۸:۰۲
- حبیبتی والمطر - ۴:۵۷
- قولی احبک - ۵:۳۹
- لست فاتنتی - ۷:۱۱
- مشتاق - ۴:۰۲
- ممنوعة آنتی - ۸:۱۷
- هی - ۳:۰۰